# Ниматуллахи

Эмблема братства Ниматуллахи

Ниматуллахи — суфийский тарикат, основанный Шахом Ниматуллой Вали в XIV веке. Духовная методика братства Ниматуллахи основывается на взывании и вспоминании Господа (зикр), размышлении (фекр), самоанализе (мохасеба), медитации (моракеба) и литании (вирд). Адепты тариката порицают отшельничество и ношение особых одежд. Для данного тариката также характерно сверхтерпимое отношение к неисламским конфессиям. Тарикат разделен на ханаки (общины), во главе которых стоят шейхи.

## История братства
Основатель тариката Шах Ниматулла (1330 - 1431) - большую часть жизни провел в странствиях, встречаясь с суфийскими учителями. 
Его странствия подошли к концу только в самом начале 15 в., когда он обосновался в Кермане, где и провел последние 25 лет своей жизни. Во время его пребывания в Механе слава о нём распространяется по всем областям Ирана и Индии благодаря паломникам, отовсюду приходящим посетить его. Шах Ниматулла умер в 1431 г. (834 год хиджры) и был погребен в Механе.
Примерно через 70 лет после смерти Шаха Ниматуллы в Иране пришла к власти династия Сефевидов. В результате разногласий с новой властью глава братства был вынужден покинуть пределы Ирана и обосноваться в Империи Великих Моголов, где цепь духовной преемственности продолжала существовать до конца XVIII века (12 век хиджры), в то время как само братство осталось в Иране Сефевидов. Лишь в 1775 г. (1190 г. хиджры) центр братства был перенесен обратно в Иран в результате возвращения на родину одного из мастеров братства - Масум Али Шаха Деккани.
До недавнего времени братство Ниматуллахи существовало только в Иране, подавляющее большинство суфиев Ниматуллахи были иранцами и жили в Иране.
С 1953 по 2008 год главой тариката Ниматуллахи был д-р Джавад Нурбахш (Нур Али Шах II). При нём ханаки братства появились на Западе. Первая ханака вне Ирана была основана в 1975 в Сан-Франциско. В настоящее время ханаки существуют в Северной Америке, Европе, Африке, Австралии. В 2004 году была открыта ханака в Москве, в 2006 году — в Санкт-Петербурге.
С 2008 года главой братства является Алиреза Нурбахш (Реза Али Шах).

## Научная деятельность братства
Братство Ниматуллахи организовало три международные конференции по суфизму, в которых приняли участие наиболее видные ученые в этой области, а также дервиши самого братства. Две из них прошли в Лондоне, а одна в Вашингтоне.
По итогам конференций опубликованы сборники статей:

1. Наследие средневекового персидского суфизма. Под ред. С. Х. Насра. Предисловие Дж. Нурбахша.

2. Классический персидский суфизм от своего зарождения до Руми. Пред. Дж. Нурбахша.

## Издательская деятельность братства
Издательство Khaniqahi Nimatullahi Publications много лет издает книги по суфизму на персидском и многих европейских языках, включая русский. Большая часть книг написана д-ром Дж. Нурбахшем, включая многотомную энциклопедию суфийских символов.
Орден издает периодический журнал SUFI на английском, персидском, русском Архивная копия от 26 января 2022 на Wayback Machine и испанском Архивная копия от 28 сентября 2010 на Wayback Machine языках.
Книги братства, опубликованные на русском языке:
1. Нурбахш, Джавад. Беседы о суфийском Пути /Пер. Л. М. Тираспольского. – М.: «Риэлетивеб», 2009. — 224 с.

2. Нурбахш, Джавад. Путь. Духовная практика суфизма./Пер. Л. М. Тираспольского. – М.: «Риэлетивеб», 2007, - 267 с.

3. Нурбахш, Джавад. Психология суфизма. Дел ва нафс (Сердце и Душа) / Пер. Л. М. Тираспольского. – М.: «Амрита-Русь», 2004, - 160 с.

4. Нурбахш, Джавад. Рай суфиев. /Пер. Л. М. Тираспольского, пер. стихов Б. М. Тираспольского. – М.: «Прогресс», 1995, 1998. – 112 с.

5. Нурбахш, Джавад. Таверна среди руин. Семь эссе о суфизме. /Пер. с англ. Л. М Тираспольского. – М.: «Прогресс». Четыре издания – 1992, 1993, 1996, 1997, - 136 с.

6. Нурбахш, Джавад. Духовная нищета в суфизме. Великий демон Иблис / М.: «Оптимус Лайт», 2000, 266 с.

7. Нурбахш, Джавад. Беседы о суфийском пути. /Пер. с англ. Л. Тираспольского и др. – М.: «Присцельс», 1998, - 164 с.

8. Нурбахш, Джавад. Иисус глазами суфиев /М.: «Когелет», 1999, - 130 с.

9. Из реки речений. Сборник / Составитель и переводчик: Леонид Тираспольский/ М.: «Амрита-Русь», 2004, - 160 с.

10. Услышь флейтиста. Суфии о суфизме. Суфийская проза и поэзия. Сборник. – М.: «Присцельс», 1997, – 200 с.

11. Руми, Джалал ад-Дин. Сокровища вспоминания / Пер. Л. М. Тираспольского. — М.: «Риэлетивеб», 2010. — 208 с.